# MilkyTracker
MilkyTracker — бесплатный мультиплатформенный музыкальный трекер.
MilkyTracker развивается с 2005 года является одним из старейших трекеров с открытым исходным кодом. Он имеет классический для трекеров пользовательский интерфейс, с поддержкой изменения темы и небольшим количеством настроек. Изначально трекер создавался как полнофункциональный клон FastTracker II (DOS-трекер выпущенный в 1994 году), нацеленный на 100% поддержку формата XM. Также поддерживаются S3M и MOD. MilkyTracker имеет весь необходимый функционал для создания трекерной музыки, имеется два режима редактирования (собственный и FastTracker II). Поддерживается редактирование дорожек, имеется редактор огибающих и семплов, реализован простой метод копирования/вставки и многое другое. MilkyTracker полностью поддерживает чтение и запись форматов MOD, XM и некоторых других популярных форматов, чтение и запись инструментов XI и несжатых WAV-семплов. Для всех имеющихся функций повтор и возврат (Undo/Redo) внесённых изменений не ограничен. Имеется экспорт трека в wav-файл с различными режимами интерполяции семплов.